# 마틴 클레바
마틴 클레바(Martin Klebba, 1969년 6월 23일 ~ )는 미국의 배우, 스턴트 배우이다.

## 출연 작품

### 영화
- 캐리비안의 해적: 블랙 펄의 저주 (2003)
  - 캐리비안의 해적: 망자의 함 (2006)
  - 캐리비안의 해적: 세상의 끝에서 (2007)
  - 캐리비안의 해적: 죽은 자는 말이 없다 (2017)
- 룸13 (2014)
- 엘로이즈 (2016)